# Herrin der Welt

Herrin der Welt este un film SF francezo-germano-italian din 1960 regizat de William Dieterle. În rolurile principale joacă actorii Martha Hyer, Lino Ventura, Wolfgang Preiss și Gino Cervi.

## Prezentare
Profesorul Johansson a făcut o mare descoperire științifică: un dispozitiv care va crea un uriaș impuls magnetic care va afecta energia electrică pe o suprafață mare cât un continent. Aplicațiile militare sunt deja în curs de pregătire atunci când Dr. Johansson este răpit de un grup de mercenari care doresc doar profitul. Între timp, fiica sa, Karin, se află în compania a tot felul de personaje dubioase în timp ce ea își caută tatăl.

## Distribuție
- Martha Hyer: Karin Johanson
- Carlos Thompson: Peter Lundström
- Micheline Presle: Madame Latour
- Wolfgang Preiss: Dr. Henrik Brandes
- Sabu: Dr. Lin-Chor
- Carl Lange: Berakov
- Leon Askin: Fernando
- Valerij Inkijinoff: Priester
- Gino Cervi: Professor Johanson
- Lino Ventura: Biamonte
- Hans Nielsen: Colonel Dagget
- Charles Regnier: Norvald
- Rolf von Nauckhoff: Dalkin
- Jochen Blume: Bertrand
- Jean-Claude Michel: Ballard
- Carlo Giustini: John, der Seemann
- Georges Rivière: Logan
- Bruno W. Pantel: Polizeipräfekt
- Reinhold Pasch: Cannon, Reporter
- Oscar Sabo junior: Sergeant Larson
- Eleonore Tappert: Selma
- Wolfgang Kühne: Arzt
- Jur Arten: Hurti
- Kunibert Gensichen: Carnot, Reporter
- Peter Hippler: Agent Markos
- Bob Iller: Elkins, Reporter
- Egon Vogel: Beamter in Leichenhalle